# Gartenbauausstellung Leipzig in Markkleeberg
Die Gartenbauausstellung Leipzig in Markkleeberg war eine Leistungs- und Lehrschau der DDR auf dem Gebiet der Nutz- und Ziergartenanlage. Ausgehend von einer reinen Gartenschau 1945 wurde sie 1950 und 1951 zunächst parallel zur Landwirtschaftsausstellung veranstaltet, ehe sie ab 1952 in Kombination mit dieser gezeigt wurde. 1960 wurde sie – wieder eigenständig – nach Erfurt verlegt.

## Geschichte
Zunächst gab es in der Sowjetischen Besatzungszone in den Jahren 1945 bis 1949 jeweils eine Gartenbauausstellung, die in Markkleeberg stattfand. Parallel zu der ersten DDR-Gartenbauausstellung 1950, die ebenfalls in Markkleeberg durchgeführt wurde, lud das nahe Leipzig zur ersten Landwirtschaftsausstellung ein. Auf Anraten des Präsidenten der DDR, Wilhelm Pieck, legte man 1952 beide Ausstellungen in Markkleeberg unter Leitung des ortsansässigen Agrarwissenschaftlers Oskar Baumgarten zusammen.
Fand die Schau bis 1956 zweimal jährlich statt, war es ab 1957 eine pro Jahr, dafür im Juni/Juli etwa vier Wochen lang und mit Rahmenprogramm. 
Die von einem kulturellen Rahmenprogramm begleitete Schau dauerte unterschiedlich lange. Anfangs waren es knapp zwei Wochen im September, später meist mehrere Wochen im Juni/Juli. Die vorletzte Schau in Markkleeberg 1959 bestand aus einer Eröffnungsschau vom 26. April bis 3. Mai, einer Rosensonderschau vom 5. bis 12. Juli und einer Hauptschau vom 22. August bis 13. September. Die letzte vor dem Umzug dauerte vom 5. Juni bis zum 17. Juli 1960. In der Bundesrepublik betrachtete man die Veranstaltung, an der sich ab 1958 auch die übrigen Ostblockländer beteiligen, als Gegenentwurf zu dem Messecharakter der DLG-Schauen im eigenen Land. Das demagogische Motto 1959 lautete: „Die sozialistische Großproduktion siegt im Gartenbau!“.
Die Gartenbauausstellung präsentierte sich auf dem Gebiet des ehemaligen Herfurthschen Parks. Als sie 1960 nach Erfurt verlagert wurde, erfuhr dieser Teil des Ausstellungsgeländes eine Ausgestaltung zu einem Erholungspark.
Siehe auch egapark (Erfurter Gartenbauausstellung) und agra (Landwirtschaftsausstellung) (Leipzig)

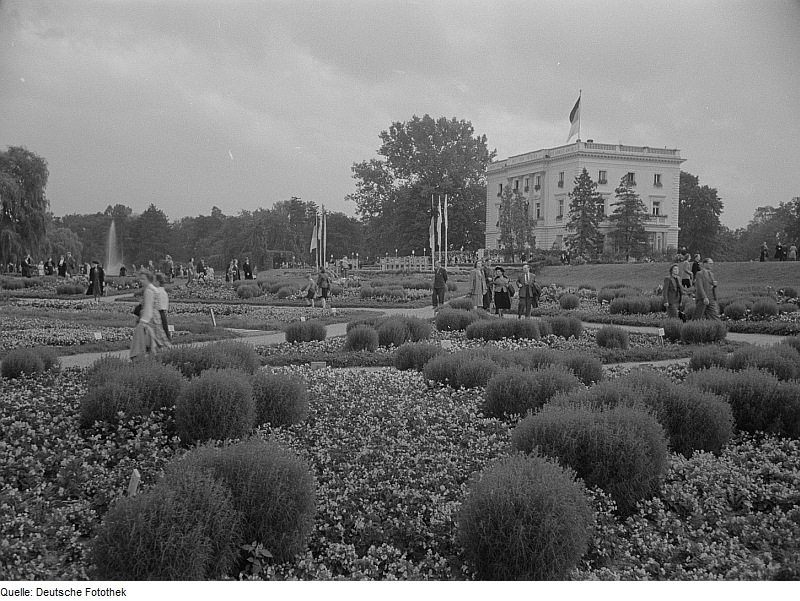
Teilansicht des Ausstellungsgeländes 1951
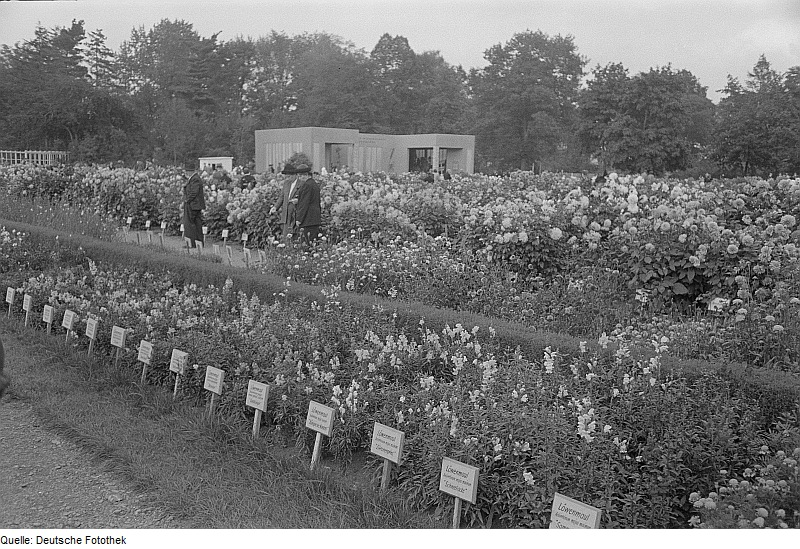
Blumenbeete 1951
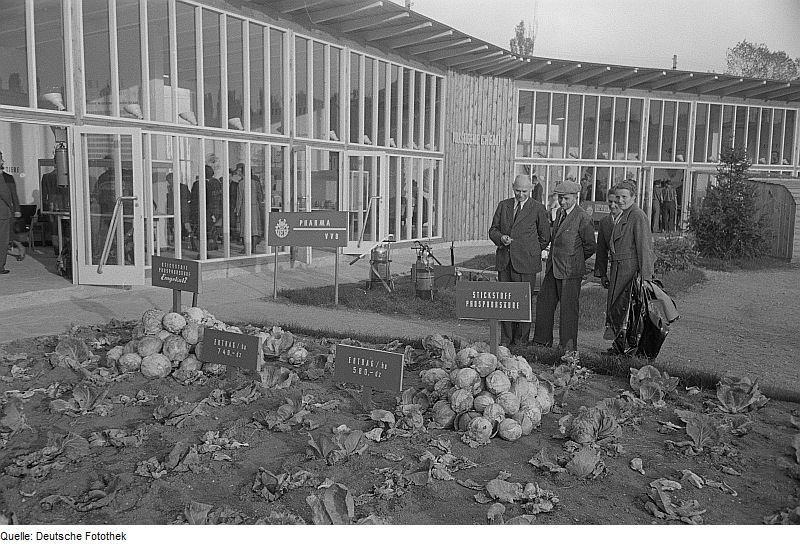
Besucher vor einem Ertrags-Demonstrationsfeld 1951
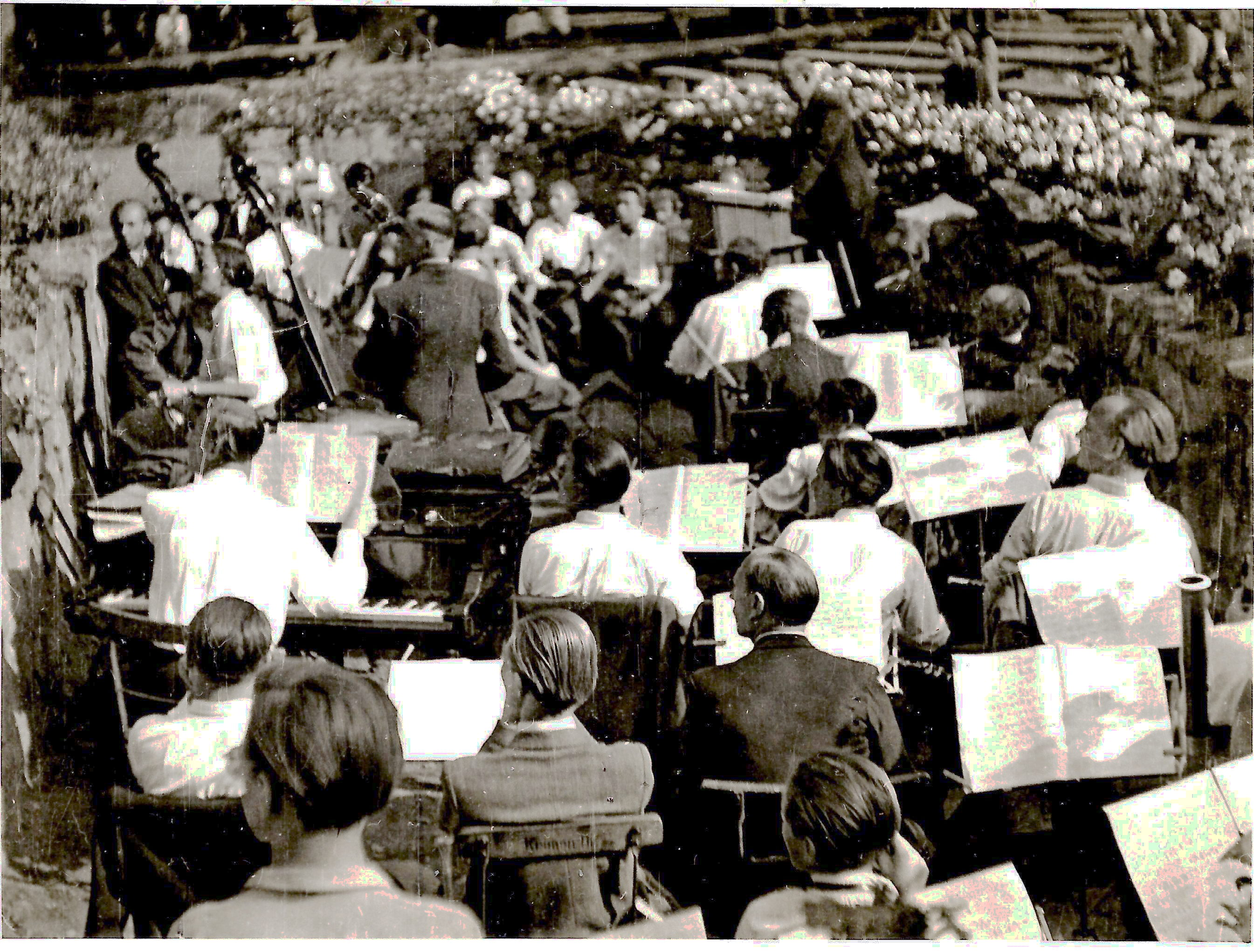
Musikalisches Rahmenprogramm Außenanlage 1950